# 常駐警備
施設警備（しせつけいび）とは、民間警備会社による警備業務。正式には施設警備業務と言い、警備業法第二条の第一号に規定されている業務の為、一号警備または一号業務とも言われる。

## 施設警備業務とは
施設警備業務とは民間の警備会社が他人の需要に応じて警備員を派遣し、常駐させ、事件事故の発生を警戒する業務である。具体的には、インテリジェントビル、ショッピングセンター、百貨店、金融機関、遊技場、企業、官公庁、学校、重要防護施設、高級集合住宅、ゲーテッドコミュニティ、駐車場等に常駐する。他人の需要に応じるとは、警備契約を取り交わすという事であり、これに従って警備契約対象施設に常に警備員を配置しておく事である。

## 業務内容
施設警備の重要業務は、犯罪の発生を警戒し未然に防ぐ「防犯」、火災等を事前に防ぎ、被害を最小限度に留める「防災」であるが、付帯する業務が数多くある。
主な業務内容は以下の通り。
- 防災監視業務
- 防火設備日常巡視業務
- 防犯監視／巡視業務
- 巡回巡視業務
- 入退出管理業務（受付業務）
- 郵便小包受領検査業務
- 鍵（セキュリティーカード）管理業務
- 非常事態対処
- 要救護者の身柄を救急隊に渡すまでの一時的保護
- 現金、有価証券等回収、管理立会業務

などがあげられる。（※業務名称については、各会社等により多少の差がある場合あり）

## 守衛との違い
- 施設警備員は他人の需要に応じて契約し、警備員が配置されている。守衛とはその土地建物の管理者に直接雇用され、保安・警備業務を行う者である（例：役場の守衛 - 市町村例規に守衛執務規程がある）。
- 警備員は他人の需要に応じ契約された範囲内で権限の委託を受ける（施設管理権等の委譲）。警備員は警備業法（以下「法」）の縛りを受け、法で規定されている制服・装備を身に付けるが、守衛はその管理者に直接雇用され保安・警備業務を行うため法による各種の縛りが無く、制服は例規に定められた物を着用すればよい。
- 守衛は警備員ではないので装備・使用は制限されない。また、守衛は法の規制を受けないため、警備員が受ける（当年4月1日から9月30日の期間に行われている前期教育、10月1日から翌年3月31日の期間に行われている後期教育等）法定研修なども受けていない。その為に、業務に関する知識、技能の向上を求める事が難しい事から、近年警備業者に依頼する業界が増加の傾向にある。
- 警備員は、各法令を遵守する事（コンプライアンス）が半ば義務づけられているが、守衛に関する義務規定はない。従来装備できなかった刺叉を、平成21年7月1日の法改正により装備する事が出来るようになった。
  - 制服・制帽
  - 護身用具（警棒、特殊警棒、楯、刺叉等）
  - 警笛
  - 鍵
  - 鍵紐（鍵束を紛失しないために肩章から吊るしたり、ベルトに繋いだりする紐）
  - 鍵携行用箱（キーケース、ベルトポーチ）
  - 無線機
  - 懐中電灯

## 勤務状況
- 交通誘導警備従事者や雑踏警備従事者の大半が警備会社に所属するアルバイトか契約社員であり現場の勤務の有る無しにより収入が安定していない二号業務警備員と違い一号業務警備員は社会保険の完備した社員である場合が多い。それでも少数の内勤社員とは大きく待遇が違う場合が多い。例えば賞与の無い又は賞与が小額の外勤社員身分となる。その為に警備員の多くが長時間拘束と引きかえにある程度までの収入を確保している。
- 警備会社は、通常現場ごとに隊長及び副隊長（規模の大きい現場）の下に隊員というような派遣隊を組織する。派遣隊の隊長や副隊長は警備員検定１級や２級保持者以上がなる事が望ましいが契約の条件に無ければ無資格の隊長でも構わない。
- 警備業法における国家資格保有者には資格手当てや隊長等なら役職手当が支給される。その他の防災センター要員や上級救命等の資格保有者にも小額ではあるが資格手当てを支給する警備会社が大半である。防災センター要員・上級救命・自衛消防技術等の資格は施設警備員の大半が保持している。

## 施設警備員に関係した資格類
施設警備業は業務範囲が多岐に亘っている為、各現場業務ごとに関係する様々な資格があるが詳細については各項目を参照のこと。

### 警備業法における国家資格
- 警備員指導教育責任者
- 機械警備業務管理者
- 警備業務検定（＝警備員検定）

### 警備業に直接的・間接的に関わりある国家資格・民間資格・技術認定など
- 防災センター（警備）に関わりある資格
  - テロ対策警備技能員（民間資格）
  - 防災センター要員（国家資格）
    - 自衛消防業務（国家資格）

  - 自衛消防技術試験（公的資格)
  - 個人情報保護士 (民間資格)
  - 防災士（民間資格）
  - サービス接遇検定 (民間資格)
  - ビジネス実務マナー検定 （民間資格）
- 防災センター（設備）に関わりある資格
  - 消防設備士（国家資格）
  - 危険物取扱者（国家資格）
  - 消防設備点検資格者（国家資格）
  - 防火対象物点検資格者（国家資格）
  - 防災管理点検資格者（国家資格）
- 防犯設備や防犯装備に関わりある資格
  - セキュリティ・プランナー（民間資格）
  - セキュリティ・コンサルタント（民間資格）
  - 防犯設備士（民間資格）
  - 総合防犯設備士（民間資格）
  - 防犯装備士（民間資格）
  - 防犯装備士教育指導員（民間資格）
  - 防犯診断士（民間資格）
- 救命救急に関わりある資格
  - 普通救命講習（公的資格）
  - 上級救命講習（公的資格）
  - 応急手当普及員（公的資格）
  - 応急手当指導員（公的資格）
  - 赤十字救急法救急員（民間資格）
- 暴力団対策等に関わりある資格
  - 不当要求防止責任者 （公的資格）
- 防火・防災の管理業務に関わりある資格
  - 防火防災管理者（国家資格）
  - 防火管理技能者（国家資格）
  - 防火安全技術者（国家資格）
  - 防火防災管理教育担当者（国家資格）
- 私服保安員に関わる資格
  - 私服保安員検定（民間資格）
- 学校・児童施設に関わる資格
  - 教員免許状（国家資格）
  - 保育士（国家資格）
- 医療・福祉施設に関わる資格
  - 訪問介護員（国家資格）
  - ガイドヘルパー（国家資格）
  - 福祉用具専門相談員（公的資格）
  - 福祉住環境コーディネーター（民間資格）
  - サービス介助士（民間資格）
- プール監視員に関わる資格
  - 泳力検定（民間資格）
  - 泳力認定（民間資格）
  - 水泳指導管理士（民間資格）
  - プール安全管理基礎講座（民間資格）
  - プール安全管理者資格（民間資格）
  - プール安全管理主任者資格（民間資格）
  - プール安全統括管理者資格 (民間資格)
  - プール安全管理者基礎講座 （民間資格）
  - プール管理責任者講習会 （民間資格）
  - プール設置管理者研修会 （民間資格）
  - 学校プール安全管理基礎講座 （民間資格）
  - プール衛生管理者講習会（民間資格）
  - プール施設管理士講習会（民間資格）
  - 学校プール管理者講習会（民間資格）
  - 水上安全法救助員（民間資格）

施設警備と関係無く全ての警備に関わりある資格
- 普通自動車免許（機械警備の巡回要員や現金輸送車の乗務員には必須の資格）
- 普通自動二輪車免許
- 陸上特殊無線技士
- 各種の武道・武術・格闘技の段位またはこれに類するもの（「4号業務」を行う警備員には必要なことがある。「1号業務」や「3号業務」でもあったほうが万が一の際には役に立つとされており、余暇には個人的に格闘技のトレーニングを受ける警備員が数多くいる。）
- 各種の語学検定、語学能力（空港警備や外国人を対象とする身辺警護など、外国人と接したり、または外国人を対象とする警備業務を行う警備員には必要な技能）
- オーナーや依頼主へ毎日提出する作業日報、報告・引継ぎ事項、備え付けの台帳の類に一般に手書きで作成・記入する為、漢字を正しく読み書き出来る事が求められ、漢字検定の合格者が評価される場合もある。
- 法学検定（憲法や刑法、刑事訴訟法が必須の為）